# Klášterní Skalice
Klášterní Skalice település Csehországban, a Kolíni járásban. Klášterní Skalice Svojšice, Zalešany, Třebovle és Kouřim településekkel határos. Lakosainak száma 134 fő (2024. január 1.).

## Népesség
A település lakosságának változását az alábbi diagram mutatja:
| Lakosok száma | 181  | 218  | 229  | 190  | 152  | 113  | 144  | 126  | 132  | 134  |
|               | 1869 | 1890 | 1921 | 1950 | 1980 | 2001 | 2017 | 2019 | 2022 | 2024 |